# یونان شمالی

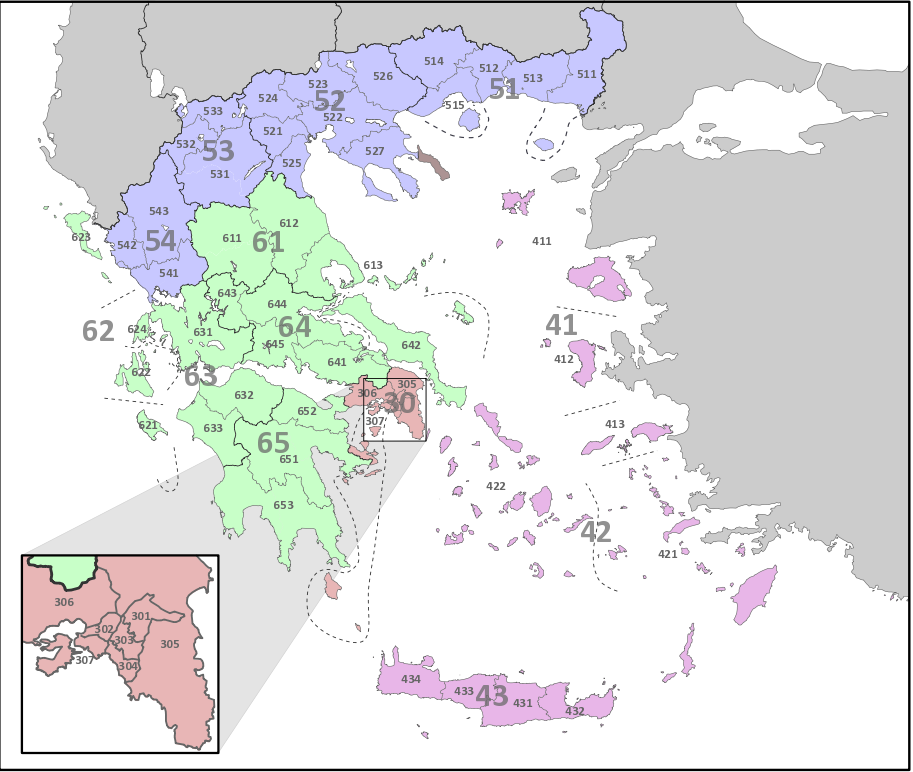
First-level NUTS regions of Greece as of January 2015:
EL3: استان آتیک
EL4: جزایر اژه
EL5: یونان شمالی
EL6: یونان مرکزی

یونان شمالی (یونانی: Βόρεια Ελλάδα) یک اصطلاح برای توصیف کردن مناطق شمالی یونان است.